# Hôpital Cochin
O  Hôpital Cochin é um hospital de assistência pública na rue du Faubourg-Saint-Jacques, Paris. Abriga o centro central de tratamento de queimaduras da cidade. O Hôpital Cochin é uma seção da Faculté de Médecine Paris-Cité. Comemora Jean-Denis Cochin, pároco da paróquia de Saint-Jacques-du-Haut-Pas e fundador de um hospital para trabalhadores e pobres daquele bairro de Paris.
Desde 1990, um centro de pesquisa biomédica, o Institut Cochin, está associado ao hospital. Foi reorganizado em 2002 para abranger pesquisa genética, biologia molecular e biologia celular, com uma equipe de cerca de 600 pessoas. Faz parte do INSERM e do CNRS, integrado à Universidade Paris Cité.